# Banidjoari
Banidjoari est une commune rurale située dans le département de Coalla de la province de la Gnagna dans la région de l'Est au Burkina Faso.

## Géographie
Banidjoari se trouve à 2,5 km au sud-ouest de Coalla – et à 16 km au nord-est de la route nationale 18 – sur l'autre rive de la Faga.

## Santé et éducation
Le centre de soins le plus proche de Banidjoari est le centre de santé et de promotion sociale (CSPS) de Neiba.